# Alphasyllabaire thaï
Cette page contient des caractères thaïs. En cas de problème, consultez Aide:Unicode ou testez votre navigateur.
Cette page contient des caractères spéciaux ou non latins. S’ils s’affichent mal (▯, ?, etc.), consultez la page d’aide Unicode.
L'alphasyllabaire thaï (en thaï : อักษรไทย, akson thai) est un système d'écriture de type alphasyllabique utilisé pour écrire la langue thaïe.
Il est très proche des alphasyllabaires lao (Laos), tamoul (Inde) et khmer (Cambodge) sans leur être vraiment identique : la graphie de certaines lettres diffère ainsi que leur prononciation.

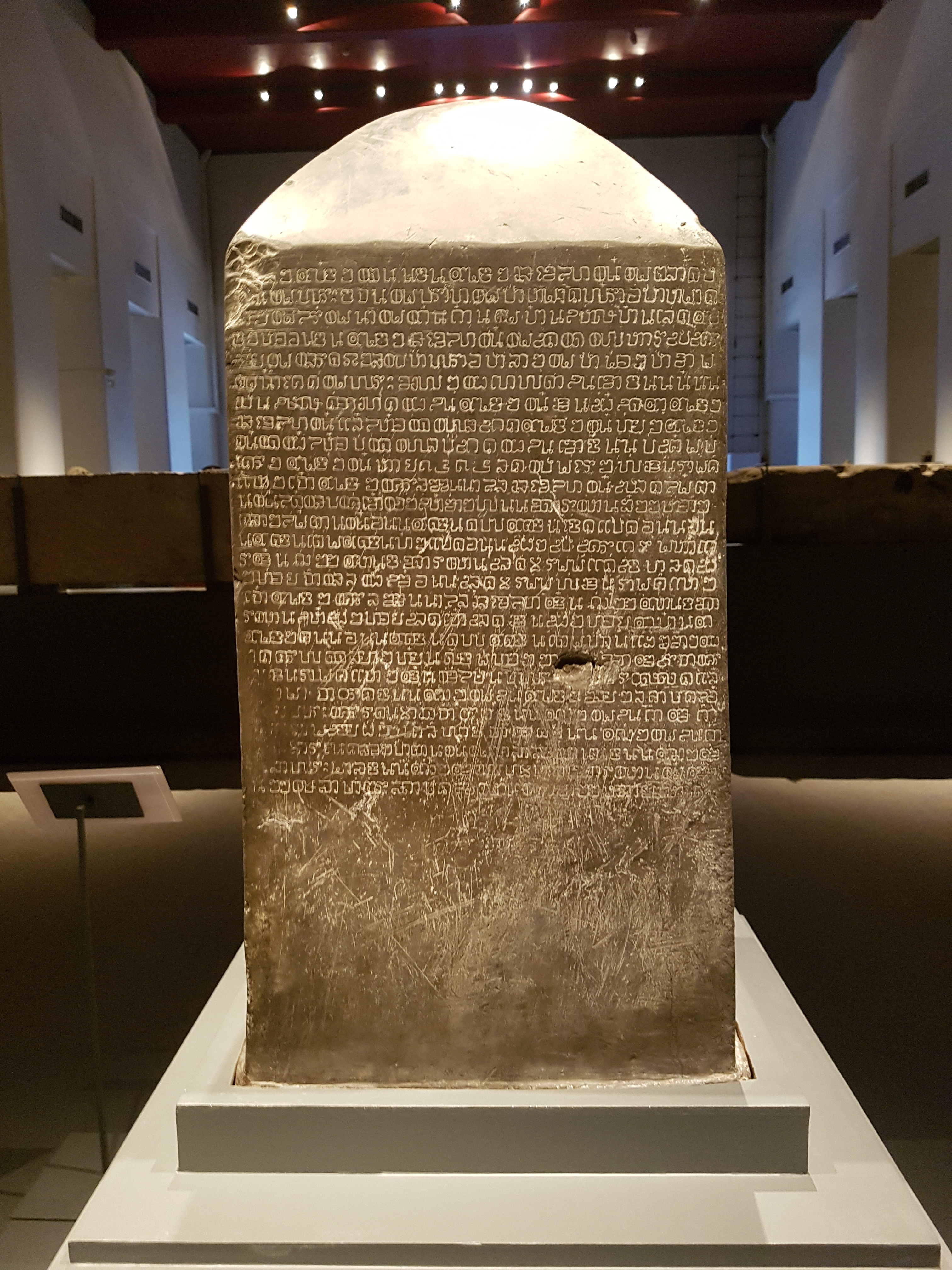
La stèle de Ramkhamhaeng, datée de 1292, porte les plus anciennes inscriptions connues en alphabet proto-thaï.
(Musée national de Bangkok.)

## Historique
Cet alphabet est probablement dérivé de l'alphabet khmer ancien (อักขระเขมร), lui-même issu de l'écriture Pallava. Suivant la légende, c'est le roi de Sukhothaï, Pho-khun Ramkhamhaeng le Grand (พ่อขุนรามคำแหงมหาราช - RTGS : pho khun ramkhamhaeng maha rat), qui en 1283 codifia et imposa cet alphabet.

## Description de l'alphabet thaï

### Tableau des consonnes

Tableau des 44 consonnes thaï enseignées à l'école primaire en Thaïlande

Il y a 44 lettres différentes (dont 2 désormais non utilisées) qui représentent 21 sons-consonnes différents. Les consonnes sont divisées arbitrairement en trois classes (basses, moyennes et hautes) qui en conjonction avec la durée de la voyelle associée, la présence éventuelle d'une marque tonale au-dessus de la consonne, et le type de consonne finale, permettent de déterminer la tonalité de la voyelle associée. Les consonnes répliquées (même son, même classe) proviennent des origines sanskrit et pali et sont prononcées à l'identique en thaï, elles sont cependant conservées pour différencier des mots thaï homophones. Il existe aussi 4 signes consonnes-voyelles combinées qui ne sont pas comptabilisés dans la liste des 44 consonnes mais figurent dans le tableau.
Pour aider à l'apprentissage, chaque consonne est traditionnellement associée à un mot typique l'ayant en initiale ou la mettant en valeur.
Le nom de la consonne est formé en lui associant la voyelle or et en rappelant le mot type. Exemple : la lettre ข, (kh de  œuf) s'épelle kho khai (ข ไข่).
Dans le tableau ci-dessous, la colonne « Équivalence » propose la transcription très approximative en alphabet latin. De nombreuses consonnes ont une prononciation différente si elles sont consonnes initiales ou finales d'une syllabe (ka et ak). La première notation de la colonne « Équivalence » donne la valeur en position initiale, la seconde en position finale. Les sons de consonnes en finale de mot sont limités à 'k', 'm', 'n', 'ng', 'p' et 't'.
Quand une syllabe écrite se termine par plusieurs consonnes, seule la première est prononcée. L'addition de deux consonnes ne se trouve qu'en initiale d'un mot, on trouve sr, pr, kl, kr et tr.
Dans la dernière colonne est indiquée la classe de la consonne : basse (B), moyenne (M) ou haute (H).
| Lettre | Nom | Équivalence | Classe |
| ------ | --- | ----------- | ------ |
| ก      | ก ไก่ (ko kai) (poulet)                                                                                             | k (g)       | M      |
| ข      | ข ไข่ (kho khai) (œuf)                                                                                              | kʰ-, -k     | H      |
| ฃ      | ฃ ขวด (kho khuat) (bouteille) [obsolète, désuète]                                                                  | kʰ-, —      | H      |
| ค      | ค ควาย (kho khwaai) (buffle d'eau)                                                                                 | kʰ-, -k     | B      |
| ฅ      | ฅ คน (kho khon) (personne) [obsolète, désuète]                                                                     | kʰ-, —      | B      |
| ฆ      | ฆ ระฆัง (kho rakhang) (cloche)                                                                                      | kʰ-, -k     | B      |
| ง      | ง งู (ngo nguu) (serpent)                                                                                           | ŋ           | B      |
| จ      | จ จาน (cho chaan) (assiette)                                                                                       | ʨ-, -t      | M      |
| ฉ      | ฉ ฉิ่ง (cho ching) (cymbale)                                                                                         | ʨʰ-, —      | H      |
| ช      | ช ช้าง (cho chaang) (éléphant)                                                                                      | ʨʰ-, -t     | B      |
| ซ      | ซ โซ่ (so soo) (chaîne)                                                                                             | s-, -t      | B      |
| ฌ      | ฌ เฌอ (cho choe) (arbre)                                                                                           | ʨʰ-, —      | B      |
| ญ      | ญ หญิง (yo ying) (femme)                                                                                            | j-, -n      | B      |
| ฎ      | ฎ ชฎา (do chadaa) (diadème)                                                                                        | d-, -t      | M      |
| ฏ      | ฏ ปฏัก (to patak) (aiguillon [pointe en fer placée au bout d'un bâton pour piquer le bétail pour le faire avancer]) | t           | M      |
| ฐ      | ฐ ฐาน (tho thaan) (socle, base)                                                                                    | tʰ-, -t     | H      |
| ฑ      | ฑ มณโฑ (tho monthoo) (Mandodari (en) [nom d'une princesse])                                                        | tʰ- (d), -t | B      |
| ฒ      | ฒ ผู้เฒ่า (tho phuuthao) (vieillard)                                                                                  | tʰ-, -t     | B      |
| ณ      | ณ เณร (no neen) (shramanera)                                                                                       | n           | B      |
| ด      | ด เด็ก (do dek) (enfant)                                                                                            | d-, -t      | M      |
| ต      | ต เต่า (to tao) (tortue)                                                                                            | t           | M      |
| ถ      | ถ ถุง (tho thung) (sac)                                                                                             | tʰ-, -t     | H      |
| ท      | ท ทหาร (tho thahaan) (soldat)                                                                                      | tʰ-, -t     | B      |
| ธ      | ธ ธง (tho thong) (drapeau)                                                                                         | tʰ-, -t     | B      |
| น      | น หนู (no nuu) (souris)                                                                                             | n           | B      |
| บ      | บ ใบไม้ (bo baimaai) (feuille d'arbre)                                                                              | b-, -p      | M      |
| ป      | ป ปลา (po plaa) (poisson)                                                                                          | p           | M      |
| ผ      | ผ ผึ้ง (pho phueng) (abeille)                                                                                        | pʰ-, —      | H      |
| ฝ      | ฝ ฝา (fo faa) (couvercle)                                                                                          | f-, —       | H      |
| พ      | พ พาน (pho phaan) (phan [plateau avec socle])                                                                      | pʰ-, -p     | B      |
| ฟ      | ฟ ฟัน (fo fan) (dent)                                                                                               | f-, -p      | B      |
| ภ      | ภ สำเภา (pho samphao) (jonque)                                                                                     | pʰ-, -p     | B      |
| ม      | ม ม้า (mo maa) (cheval)                                                                                             | m           | B      |
| ย      | ย ยักษ์ (yo yak) (yaksha)                                                                                            | j           | B      |
| ร      | ร เรือ (ro ruea) (bateau)                                                                                           | r-, -n      | B      |
| ล      | ล ลิง (lo ling) (singe)                                                                                             | l-, -n      | B      |
| ว      | ว แหวน (wo waen) (bague)                                                                                           | w           | B      |
| ศ      | ศ ศาลา (so saalaa) (sala)                                                                                          | s-, -t      | H      |
| ษ      | ษ ฤๅษี (so ruesii) (rishi)                                                                                          | s-, -t      | H      |
| ส      | ส เสือ (so suea) (tigre)                                                                                            | s-, -t      | H      |
| ห      | ห หีบ (ho hiip) (coffre)                                                                                            | h, —        | H      |
| ฬ      | ฬ จุฬา (lo chulaa) (cerf-volant)                                                                                    | l-, -n      | B      |
| อ      | อ อ่าง ('o 'aang) (bassine)                                                                                         | ʔ, —        | M      |
| ฮ      | ฮ นกฮูก (ho nok-huuk) (hibou)                                                                                       | h, —        | B      |

### Tableau des voyelles
Les sons voyelles de la langue thaï sont très nombreux, dont des diphtongues.
Dans l'écriture, certaines voyelles s'écrivent avant leur consonne dans la syllabe, d'autre après, dessus ou dessous. Dans certains cas, les signes peuvent encadrer la consonne active. La voyelle ะ ([a]) est aussi utilisée avec d'autres voyelles pour raccourcir la longueur de celles-ci. La transcription en alphabet latin des sons voyelle thaï reste aléatoire, les équivalences données dans le tableau ne peuvent représenter qu'une valeur approximative aux oreilles francophones. Seul l'alphabet phonétique international permet à ce jour de transcrire correctement la prononciation du thaï. Il existe une manière officielle d'écrire le thaï en lettres latines : le RTGS (Royal Thai General System). La plupart des translittérations courantes n'ont aucun sens en français ("koh" pour "ko", "or" pour "o"...) et se sont imposées abusivement par anglomanie.
Pour compliquer encore ce système d'écriture, certaines voyelles ne sont pas écrites. Ainsi, dans la première syllabe d'un mot polysyllabique ou dans un mot monosyllabique, un [a] n'est souvent pas marqué. De même [ɔ] n'est pas marqué quand il est dans une syllabe avec consonne finale.
| Lettres     | Nom                               | API | Équivalence | Variantes  | Sons                                                        |
| ----------- | --------------------------------- | --- | ----------- | ---------- | ----------------------------------------------------------- |
| ◌ะ          | สระอะ (sara a)                    | aʔ  | a           | u          | a de « patte »                                              |
| ◌ั◌          | ไม้หันอากาศ (maai han-aakaat)       | a   | a           | u          | a de « patte »                                              |
| ◌า          | สระอา (sara aa)                   | aː  | aa          | a          | â long dans « pâte »                                        |
| ◌ิ           | สระอิ (sara i)                     | i   | i           | i          | i dans « vite »                                             |
| ◌ี           | สระอี (sara ii)                    | iː  | ii          | ee         | î long dans « dîne »                                        |
| ◌ึ           | สระอึ (sara ue)                    | ɯ   | eu          | ue uh      | comme un « ou » mais lèvres non arrondies (ouvertes), court |
| ◌ือ/◌ื◌       | สระอือ (sara ue)                   | ɯ:  | eu          | ue         | comme un « ou » mais lèvres non arrondies (ouvertes), long  |
| ◌ุ           | สระอุ (sara u)                     | u   | u           | oo ou      | ou dans « fou »                                             |
| ◌ู           | สระอู (sara uu)                    | uː  | uu          | u oo ou    | ou long dans « douce »                                      |
| เ◌ะ/เ◌็◌     | สระเอะ (sara e)                   | eʔ  | e           | e          | é court « nez »                                             |
| เ◌          | สระเอ (sara e)                    | eː  | e           | ay a ae ai | é long dans « fée »                                         |
| แ◌ะ/แ◌็◌     | สระแอะ (sara ae)                  | εʔ  | ae          | a          | è dans « lèpre »                                            |
| แ◌          | สระแอ (sara ae)                   | εː  | ae          | a e        | ê long dans « fête »                                        |
| เ◌อะ/เ◌ิ◌    | สระเออะ (sara oe)                 | əʔ  | e           | e          | e dans « je »                                               |
| เ◌อ/เ◌ิ◌/เ◌◌ | สระเออ (sara oe)                  | əː  | e           | e          | e long dans « je »                                          |
| โ◌ะ/◌◌      | สระโอะ (sara o)                   | oʔ  | o           | o          | o dans « dose »                                             |
| โ◌          | สระโอ (sara o)                    | oː  | o           | oh or      | ô long dans « rôti »                                        |
| เ◌าะ/◌็อ◌    | สระเอาะ (sara o)                  | ɔʔ  | o           | oh o or    | o dans « note »                                             |
| ◌อ*/◌◌      | สระออ (sara o) ou อ อ่าง ('o 'ang) | ɔː  | or          | o aw ow    | o long dans « dehors »                                      |
| เ◌ียะ        | สระเอียะ (sara ia)                 | iaʔ | iah         |            | ia court, y a dans « il y a »                               |
| เ◌ีย         | สระเอีย (sara ia)                  | ia  | ia          |            | ia long, y a dans « il y a »                                |
| เ◌ือะ        | สระเอือะ (sara uea)                | ɯaʔ | uea         |            | « ou » non arrondi suivi de a                               |
| เ◌ือ         | สระเอือ (sara uea)                 | ɯa  | uea         |            | « ou » non arrondi suivi de a                               |
| ◌ัวะ         | สระอัวะ (sara ua)                  | uaʔ | ua          | ouah       | oua dans « ouate »                                          |
| ◌ัว          | สระอัว (sara ua)                   | ua  | ua          | oua        | oua dans « ouate »                                          |
| ◌ว◌*        | ว แหวน (wo waen)                  | ua  | ua          | ua         | oua « ouate »                                               |
| ◌ำ          | สระอำ (sara am)                   | am  | am          | um         | am dans « dame »                                            |
| ไ◌          | สระไอไม้มลาย (sara ai maaimalaai)  | ɑj  | ai          | ay y       | ail dans « vantail »                                        |
| ใ◌          | สระใอไม้ม้วน (sara ai maaimuan)     | ɑj  | ai          | ay y       | ail dans « vantail »                                        |
| เ◌า         | สระเอา (sara ao)                  | aw  | ao          | aw ow      | au dans l'allemand « raus »                                 |
| ฤ           | ร รึ (ro reu)                      | rɯ  | reu         |            | r suivi de « ou » non arrondi court                         |
| ฤๅ          | ร รือ (ro reuu)                    | rɯː | reu         |            | r suivi de « ou » non arrondi long                          |
| ฦ           | ล ลึ (lo leu) [désuète]            | lɯ  | leu         |            | l suivi de « ou » non arrondi court                         |
| ฦๅ          | ล ลือ (lo leuu) [désuète]          | lɯː | leu         |            | l suivi de « ou » non arrondi long                          |
| ◌ร          |                                   | ɔn  | on          |            | onne dans « bonne »                                         |
| ◌รร*        | ร หัน (ro han)                     | an  | an          | un         | anne dans « Anne »                                          |
| ◌รร◌*       | ร หัน (ro han)                     | a   | a           | u          | a dans « patte »                                            |

(*) voyelles ou diphtongues écrite avec une consonne.

### Diacritiques
Chaque symbole est présenté en situation par rapport à la consonne « ก » ko kaï. Ces petits signes servent à corriger les indications de tons données par les classes de consonnes pour les 4 premiers.
| Symbole | Nom             | Valeur               |
| ------- | --------------- | -------------------- |
| ก่       | mai ek          | accent de ton        |
| ก้       | mai tho         | accent de ton        |
| ก๊       | mai tri         | accent de ton        |
| ก๋       | mai jattawa     | accent de ton        |
| ก็       | mai taikhu      | voyelle courte       |
| ก์       | mai thanthakhat | lettre non prononcée |

## Détermination du ton d'une syllabe
La détermination du ton d'une syllabe est assez complexe. Les syllabes sont divisées en syllabes fermées (terminées par les phonèmes -[p], -[t], -[k] et -[ʔ]) et les syllabes ouvertes (terminées par les voyelles, -[w], -[y], -[n], -[m] ou -[ŋ]). Notons qu'une voyelle courte ne peut jamais se placer en fin de syllabe : elle est toujours suivie de l'arrêt glottal, [ʔ]. Seules les syllabes ouvertes peuvent porter un signe diacritique indicateur du ton. Dans ce cas, le ton dépend à la fois de la classe de la consonne initiale et du signe diacritique, selon la règle suivante:
|   | pas de signe | ก่          | ก้          | ก๊    | ก๋         |
| - | ------------ | ---------- | ---------- | ---- | --------- |
| H | ascendant    | bas        | descendant | --   | --        |
| M | moyen        | bas        | descendant | haut | ascendant |
| B | moyen        | descendant | haut       | --   | --        |

Le ton des syllabes fermées dépend de la classe de la consonne initiale et de la longueur de la voyelle, selon la règle suivante:
|   | voyelle courte | voyelle longue |
| - | -------------- | -------------- |
| H | bas            | bas            |
| M | bas            | bas            |
| B | haut           | descendant     |

Le tableau suivant tente de proposer un « parcours » pour la détermination du ton d'une syllabe en se basant sur la présence ou l'absence d'un signe de tonalité, sur la longueur de la finale et sur la classe de la consonne initiale (classe notée I, II, ou III, correspondant respectivement au H, M, ou B dans les tableaux ci-dessus). Pour chacun des douze cas de figure, un exemple de mot est indiqué.

## Autres symboles
| Symbole | Nom        | Signification               |
| ------- | ---------- | --------------------------- |
| ฯ       | paiyan noi | le mot précédent est abrégé |
| ฯลฯ     | paiyan yai | etc.                        |
| ๆ       | mai yamok  | le mot précédent est répété |

### Chiffres thaï
- ๐ [suːn] : zéro (0)
- ๑ [nɯŋ] : un (1)
- ๒ [sɔːŋ] : deux (2)
- ๓ [saːm] : trois (3)
- ๔ [siː] : quatre (4)
- ๕ [haː] : cinq (5)
- ๖ [hok] : six (6)
- ๗ [t͡ɕet] : sept (7)
- ๘ [pεːt] : huit (8)
- ๙ [kaːw] : neuf (9)

## Réprésentation informatique

### Codage de l'écriture
- code ISO 15924 : Thai

### Codage des caractères avec Unicode
Les caractères thaïs sont codés dans l'intervalle Unicode de U+0E00 à U+0E7F.
| en fr  | 0  | 1  | 2  | 3  | 4  | 5 | 6 | 7 | 8 | 9 | A | B | C | D | E | F |
| ------ | -- | -- | -- | -- | -- | - | - | - | - | - | - | - | - | - | - | - |
| U+0E00 |    | ก  | ข  | ฃ  | ค  | ฅ | ฆ | ง | จ | ฉ | ช | ซ | ฌ | ญ | ฎ | ฏ |
| U+0E10 | ฐ  | ฑ  | ฒ  | ณ  | ด  | ต | ถ | ท | ธ | น | บ | ป | ผ | ฝ | พ | ฟ |
| U+0E20 | ภ  | ม  | ย  | ร  | ฤ  | ล | ฦ | ว | ศ | ษ | ส | ห | ฬ | อ | ฮ | ฯ |
| U+0E30 | ะ  | กั  | า  | กำ | กิ  | กี | กึ | กื | กุ | กู | กฺ |   |   |   |   | ฿ |
| U+0E40 | เก | แก | โก | ใก | ไก | ๅ | ๆ | ก็ | ก่ | ก้ | ก๊ | ก๋ | ก์ | กํ | ก๎ | ๏ |
| U+0E50 | ๐  | ๑  | ๒  | ๓  | ๔  | ๕ | ๖ | ๗ | ๘ | ๙ | ๚ | ๛ |   |   |   |   |
| U+0E60 |    |    |    |    |    |   |   |   |   |   |   |   |   |   |   |   |
| U+0E70 |    |    |    |    |    |   |   |   |   |   |   |   |   |   |   |   |